# Schweizer Meisterschaften im Skilanglauf 2025
Die Schweizer Meisterschaften im Skilanglauf 2025 fanden am 11. und 12. Januar 2025 am Jaunpass und vom 28. und 29. März 2025 in Ulrichen statt. Ausgetragen wurden Einzelrennen, Massenstartrennen sowie die Sprint- und Teamsprint-Wettbewerbe. Bei den Männern gewann Candide Pralong das Einzelrennen, Nicola Wigger das Massenstartrennen über 10 km klassisch und Cyril Fähndrich im Massenstartrennen über 50 km Freistil. Zudem siegte der SC Horw im Teamsprint und Niclas Steiger im Sprint. Bei den Frauen holte Nadja Kälin die Meistertitel im Einzelrennen sowie im Massenstartrennen über 50 km Freistil und Alina Meier im Massenstartrennen über 10 km klassisch sowie im Sprint. Zudem triumphierten Carla Nina Wohler und Lea Fischer im Teamsprint für den SAS Bern.

## Ergebnisse Herren

### Sprint Freistil
| Platz | Name           | Verein             |
| ----- | -------------- | ------------------ |
| 1     | Niclas Steiger | Samedan            |
| 2     | Roman Schaad   | Drusberg           |
| 3     | Noe Näff       | Lischana Scuol     |
| 4     | Roman Alder    | Bernina Pontresina |
| 5     | Erwan Käser    | Gardes-Frontière   |
| 6     | Silvana Hauser | Riedern            |

Datum: 11. Januar 2025 am Jaunpass

Es waren 33 Läufer am Start. Das Rennen der U20 gewann Isai Näff.

### 5 km Freistil Einzel
| Platz | Name              | Verein             | Zeit (min) |
| ----- | ----------------- | ------------------ | ---------- |
| 1     | Candide Pralong   | Val Ferret         | 11:19,1    |
| 2     | Jonas Baumann     | SC Tambo Splügen   | 11:24,9    |
| 3     | Niclas Steiger    | Samedan            | 11:54,3    |
| 4     | Jason Rüesch      | SC Davos           | 11:56,2    |
| 5     | Yannick Zellweger | Alpina St. Moritz  | 11:56,7    |
| 6     | Jon-Fadri Nufer   | Sedrun-Tujetsch    | 12:04,8    |
| 7     | Pierrick Cottier  | Im Fang            | 12:10,3    |
| 8     | Silvan Durrer     | Drusberg           | 12:15,0    |
| 9     | Jan Fässler       | Speer Ebnat-Kappel | 12:17,7    |
| 10    | Silvan Hauser     | Riedern            | 12:21,7    |

Datum: 28. März 2025 in Ulrichen

Es waren 92 Läufer am Start.

### 10 km klassisch Massenstart
| Platz | Name            | Verein               | Zeit (min) |
| ----- | --------------- | -------------------- | ---------- |
| 1     | Nicola Wigger   | SC Am Bachtel        | 25:07,9    |
| 2     | Niclas Steiger  | Samedan              | 25:33,2    |
| 3     | Antonin Savary  | Riaz                 | 25:44,9    |
| 4     | Noe Näff        | Lischana Scuol       | 25:51,5    |
| 5     | Roman Alder     | Bernina Pontresina   | 25:52,5    |
| 6     | Silvan Durrer   | Beckenried-Klewenalp | 26:30,2    |
| 7     | Erwan Käser     | Gardes-Frontière     | 26:30,7    |
| 8     | Silvan Hauser   | Riedern              | 26:36,6    |
| 9     | Sven Buholzer   | SC Horw              | 26:43,4    |
| 10    | Jan Laufenstein | SAS Bern             | 26:46,8    |

Datum: 12. Januar 2025 am Jaunpass

Es waren 30 Läufer am Start. Das Rennen der U20 über 10 km mit 56 Teilnehmern gewann Isai Näff.

### 50 km Freistil Massenstart
| Platz | Name            | Verein             | Zeit (std) |
| ----- | --------------- | ------------------ | ---------- |
| 1     | Cyril Fähndrich | Alpina St. Moritz  | 2:14:18,3  |
| 2     | Jason Rüesch    | SC Davos           | 2:14:18,7  |
| 3     | Toni Livers     | SC Davos           | 2:14:25,3  |
| 4     | Candide Pralong | Val Ferret         | 2:14:29,8  |
| 5     | Jonas Baumann   | SC Tambo Splügen   | 2:14:46,5  |
| 6     | Dario Cologna   | Val Müstair        | 2:16:38,9  |
| 7     | Maxime Béguin   | SAS Bern           | 2:17:32,2  |
| 8     | Silvan Durrer   | Bernina Pontresina | 2:21:32,2  |
| 9     | Tom Levet       | Frankreich         | 2:21:34,1  |
| 10    | Gion Stadler    | Gardes-Frontière   | 2:21:37,5  |

Datum: 29. März 2025 in Ulrichen

Es waren 76 Läufer am Start. Das Rennen der U20 über 30 km mit 79 Teilnehmern gewann Isai Näff.

### Teamsprint Freistil
| Platz | Team                                               | Zeit (min) |
| ----- | -------------------------------------------------- | ---------- |
| 1     | SC HorwJanik Joos Cyril Fähndrich                  | 15:34,40   |
| 2     | SAS BernJan Lauenstein Evan Gertsch                | 15:38,82   |
| 3     | Piz ot SamedanClaudio Cantieni Niclas Steiger      | 15:39,39   |
| 4     | Beckenried-KlewenalpAndrin Näpflin Avelino Näpflin | 15:46,20   |
| 5     | ElmMario Bässler Yannick Bässler                   | 15:48,41   |
| 6     | SAS BernMaxime Béguin Nicola Müller                | 15:51,17   |

Datum: 30. März 2025 in Ulrichen

Es waren 23 Teams am Start.

## Ergebnisse Frauen

### Sprint Freistil
| Platz | Name                | Verein             |
| ----- | ------------------- | ------------------ |
| 1     | Alina Meier         | SC Davos           |
| 2     | Fabienne Alder      | Bernina Pontresina |
| 3     | Noémie Charrière    | Bernina Pontresina |
| 4     | Bianca Buholzer     | SC Horw            |
| 5     | Sophia Tsu Verlicer | SAS Bern           |
| 6     | Leandra Beck        | Alpina St. Moritz  |

Datum: 11. Januar 2025 am Jaunpass

Es waren 16 Läuferinnen am Start. Siegerin bei der U20 wurde Anina Hutter.

### 5 km Freistil Einzel
| Platz | Name              | Verein             | Zeit (min) |
| ----- | ----------------- | ------------------ | ---------- |
| 1     | Nadja Kälin       | Alpina St. Moritz  | 13:12,6    |
| 2     | Lea Fischer       | SAS Bern           | 13:45,5    |
| 3     | Fabienne Alder    | Bernina Pontresina | 14:03,7    |
| 3     | Ramona Schöpfer   | SC Marbach         | 14:03,7    |
| 5     | Carla Nina Wohler | SAS Bern           | 14:06,0    |
| 6     | Nina Cantieni     | Samedan            | 14:26,1    |
| 7     | Lina Bundi        | Alpina St. Moritz  | 14:32,2    |
| 8     | Leandra Schöpfer  | SC Marbach         | 14:36,2    |
| 9     | Ilaria Gruber     | Alpina St Moritz   | 14:37,3    |
| 10    | Malia Elmer       | Riedern            | 14:38,1    |

Datum: 28. März 2025 in Ulrichen

Es waren 53 Läuferinnen am Start.

### 10 km klassisch Massenstart
| Platz | Name                 | Verein       | Zeit (min) |
| ----- | -------------------- | ------------ | ---------- |
| 1     | Alina Meier          | SC Davos     | 30:21,1    |
| 2     | Ramona Schöpfer      | SC Marbach   | 30:25,9    |
| 3     | Anina Hutter         | Rätia Chur   | 31:01,5    |
| 4     | Carl Nina Wohler     | SAS Bern     | 31:21,0    |
| 5     | Nina Cantieni        | Samedan      | 31:24,5    |
| 6     | Gianna Chiara Wohler | SAS Bern     | 31:30,5    |
| 7     | Sophia Tsu Verlicer  | SAS Bern     | 31:41,2    |
| 8     | Estelle Darbellay    | Val Ferret   | 31:55,3    |
| 9     | Leandra Schöpfer     | SC Marbach   | 32:03,7    |
| 10    | Chiara Fröhlich      | Bual Lantsch | 32:24,9    |

Datum: 12. Januar 2025 am Jaunpass

Es waren 44 Läuferinnen am Start. Das U20-Rennen mit 25 Teilnehmerinnen gewann die drittplatzierte Anina Hutter.

### 30 km Freistil Massenstart
| Platz | Name                 | Verein             | Zeit (std) |
| ----- | -------------------- | ------------------ | ---------- |
| 1     | Nadja Kälin          | Alpina St. Moritz  | 1:26:41,2  |
| 2     | Fabienne Alder       | Bernina Pontresina | 1:26:58,6  |
| 3     | Giuliana Werro       | Sarsura Zernez     | 1:27:00,8  |
| 4     | Lea Fischer          | SAS Bern           | 1:28:28,2  |
| 5     | Carla Nina Wohler    | SAS Bern           | 1:28:42,3  |
| 6     | Elisa Gasparin       | Gardes-Frontière   | 1:29:25,7  |
| 7     | Anna Hedström        | Schweden           | 1:29:34,2  |
| 8     | Ramona Schöpfer      | SC Marbach         | 1:29:35,1  |
| 9     | Gianna Chiara Wohler | SAS Bern           | 1:29:40,9  |
| 10    | Susi Meinen          | Zweisimmen         | 1:29:58,2  |

Datum: 29. März 2025 in Ulrichen

Es waren 35 Läuferinnen am Start. U20-Meisterin über 20 km mit 39 Teilnehmerinnen wurde Lena Baumann.

### Teamsprint Freistil
| Platz | Team                                              | Zeit (min) |
| ----- | ------------------------------------------------- | ---------- |
| 1     | SAS BernCarla Nina Wohler Lea Fischer             | 17:02,60   |
| 2     | Bernina PontresinaNoémie Charrière Fabienne Alder | 17:30,81   |
| 3     | ZerenzHelena Guntern Giuliana Werro               | 17:31,16   |
| 4     | Alpina St. MoritzIlaria Gruber Lina Bundi         | 17:58,96   |
| 5     | SC MarbachRamona Schöpfer Leandra Schöpfer        | 18:05,30   |
| 6     | Piz ot SamedanSelina Faller Nina Cantieni         | 18:05,40   |

Datum: 30. März 2025

Es waren 22 Teams am Start.